# Prinzenpark-Rennen
Das Prinzenpark-Rennen war eine Motorsportveranstaltung für Motorräder und kleine Rennwagen, die zwischen 1948 und 1951 jährlich in Braunschweig stattfand. Zwischen 20.000 und 50.000 Zuschauer kamen jeweils zu den Rennen. Der Name der Veranstaltung stammt vom im östlichen Ringgebiet Braunschweigs gelegenen Prinzenpark, wo das Ereignis stattfand. Veranstalter war jeweils der Braunschweiger DMV-Club.

## Geschichte
Das erste Braunschweiger Prinzenpark-Rennen fand am 22. August 1948 vor 30.000 Zuschauern statt und war zugleich ein Lauf zur Deutschen Meisterschaft F3 (500 cm³). Sieger auf dem fünf Mal zu durchfahrenden 3,8 km langen Rundkurs waren: H. P. Müller bei den 250-cm³-Maschinen, Siegfried Wünsche bei den 350 cm³ und Georg Meier, genannt der „Gusseiserne Schorsch“, auf einer 500er BMW.
Das zweite Rennen fand am 8. Mai 1949 statt. Das Rennen „Um den Braunschweiger Löwen“ ging über 20 Runden oder 76 km. Das dritte Rennen folgte am 20. August 1950, das vierte am 22. Juli 1951. Im Sommer 1952 sollte wieder ein Rennen rund um den Prinzenpark stattfinden, doch nur wenige Stunden vor dem Start verbot die Bezirksregierung Braunschweig aus Sicherheitsgründen alle Rennen innerhalb der Stadt. Damit war das Ende der Prinzenpark-Rennen gekommen.
Um 1948 existierte sogar ein Brettspiel, mit dem man die Prinzenpark-Rennen nachspielen konnte. Ein Exemplar wurde 2009 auf einem Flohmarkt entdeckt. Im Februar 2011 wurde es in stark vergrößerter Form, nämlich auf eine LKW-Plane kopiert, der Öffentlichkeit im Altstadtrathaus vorgestellt.

### Prinzenpark-Revival 2010
Am 17. und 18. Juli 2010 fanden in der 85 km südöstlich von Braunschweig gelegenen Motorsport Arena Oschersleben verschiedene Motorradrennen in Erinnerung an jene im Braunschweiger Prinzenpark statt.